# Конча-Заспа (урочище)
«Урочище Конча-Заспа»(укр. «Конча-Заспа») — урочище и часть Голосеевского национального природного парка (с 2007 года), расположенный на территории Голосеевского района Киевского горсовета (Украина). Площадь — 1 239,87 га (без заказника Дачное). Землепользователь — Конча-Засповское лесопарковое хозяйство.

## История
В урочище, Постановлением Совета Министров УССР от 10 апреля 1978 года № 522/173, на участке площадью 6 га был создан лесной заказник Дачное. Природоохранный объект основан с целью сохранения ценных природных сообществ. На территории заказника запрещены любая хозяйственная деятельность и в том числе ведущая к повреждению природных комплексов. Национальный природный парк «Голосеевский» был создан 27 февраля 2007 года согласно Указу Президента Украины Виктора Ющенко № 794, куда были включены урочище Конча-Заспа и заказник Дачное.
Есть множество вырубов и повреждённых хозяйственной деятельностью участков, вследствие случаев незаконных действий на территории природоохранной территории.

## Описание
Урочище является крайним южным участком Голосеевского национального природного парка и занимает часть Конча-Засповского и Дачного лесничествː на правобережье Днепра на первой надпойменной террасе реки, территория которого ограничена Столичным шоссе на востоке и административной границей с Киевской областью на западе и юге. Урочище названо по расположенной севернее одноименной исторической местности. Севернее примыкает урочище и заказник Лесники (часть Голосеевского НПП), восточнее расположен пгт Козин, западнее — село Романков.
Есть информационные знаки и щиты-указатели, аншлаги при въездах на территорию.
Как добратьсяː Транспортː 1) ост. санаторий Жовтень и Конча Озёрная (на Столичном шоссе) марш. такси № 43, 43к, 311, 313, 315, 811, 1627, 1721 (от ст. м. Выдубичи). Близлежащее метроː   Теремки и   Выдубичи.

## Природа
Ландшафт заказника представлен боровой террасой правого берега реки Днепр со слабоволнистым рельефом и расчленённая ярами и балками.
Лесная растительность представлена хвойным и широколиственным лесомː сосновым и дубово-грабовым (дубрава) возрастом 130 лет, где доминирующее породы дуб черешчатый и красный, граб, сосна. Также присутствуют такие деревья как клён остролистный, береза, липа, ольха, ясень, лиственница, бук. бархат амурский. Подлесок представлен лещиной, крушиной, брусникой бородавчатой, черемшой, вишней степной, травостой — вейник наземный, вейник тростниковый, ландыш майский, купена пахнущая, орляк обыкновенный, костяника.
В заказнике встречаются такие млекопитающие как дикая свинья, лесная куница, барсук, горностай, косуля европейская, бобер, выдра лесная, лось. В заказнике есть множество птиц.